# Estación de Miranda
La Estación Ferroviaria de Miranda fue una construcción destinada al embarque o desembarque de pasajeros de trenes y, en segundo término, al cargado y descargado de mercancías transportadas. Usualmente consistía en un edificio para pasajeros (y posiblemente para cargas también), además de otras instalaciones asociadas al funcionamiento del ferrocarril. 

## Historia
La estación de Miranda fue inaugurada el 31 de diciembre de 1912. Dos años después, cuando se produjo la unión de dos tramos, de Agua Clara y Pedro Celestino, la estación ya funcionaba en el tramo aislado y acabó siendo reinaugurada. Forma parte de la línea Y. F. Itapura-Corumbá, que fue abierta también desde 1912. A pesar de esto, por dificultades técnicas y financieras, había cerca de 200 km de railes pendientes de ser finalizados (tramos Jupiá-Agua Clara y Pedro Celestino-Porto Esperanza), hecho que tuvo lugar en octubre de 1914. En 1917 el ferrocarril es fusionado en el tramo de Ferrocarril Noroeste de Brasil (NOB), que era el tramo paulista Bauru-Itapura.

Era tarde de domingo, y yo y mi padre estabamos escuchando la radio en la entrada de casa. El se sentaba en el banco de nylon y yo, en la entrada de la puerta, dejando al locutor deportivo pasar el rato. Viviamos en la querida Miranda, en la Avenida Afonso Pena, que es cortada por la línea férrea, en una casa vieja, ya demolida, en frente de la pasarela peatonal. (...) Recuerdo que en nuestra soledad, en una tarde, vimos pasar el tren del Noroeste muy retrasado, ya al oscurecer, con las luces de los vagones encendidas, y las ventanas reflejando los cuadros de la vida humana. El tren pasaba a la una de la tarde, pero, aquel día, tuvo un retraso fuera de lo común. Venía pitando, disminuyendo la velocidad y parando en la estación, construida en 1912. (...) En la bicentenaria Miranda, a primera hora de la tarde el pueblo embarcaba, acomodándose en la primera o segunda clase, en sus bancos de madera o cuero, aguardando el pito y el grito de partida del ferroviario. Los ferroviarios, con sus uniformes y gorras, pasaban picando los billetes, vendiendo dulces y chocolates, revistas, agua y refrigerios, con una sonrisa permanente en el rostro. Me acuerdo de Renato Araújo, el Renatão, ferroviario con una alegría contagiante, y una voluntad de vivir mayor que su gran estatura - símbolo para mi de la clase de los transportistas de los ferrocarriles - que se despedía de los pasajeros con un gesto de mano
Sergio Maidana, del artículo En los Caminos del Noroeste, 10/2004, Campo Grande, MS

No sería hasta 1952 cuando la ciudad de Corumbá tendría enlaces con los ferrocarriles. A partir de 1975 fue incorporada en una división de la RFFSA siendo finalmente privatizada a partir de 1992 y entregada en concesión a la Novoeste en 1996.
La posible reactivación del Tren del Pantanal (entre Campo Grande y Corumbá) en 2005 por el gobierno de MS y de la Brasil Ferrocarril hizo que el Diario del Estado de S. Paulo publicase un reportaje en la edición del 10 de octubre de 2004 sobre el futuro retorno del tren. En el habla sobre la situación de la estación en la actualidad:

(...) se llega a Miranda, 23.000 habitantes, con su estación restaurada. Tanto ahí como en Aquidauana, grandes áreas de la zona rural de las ciudades de la ruta del Pantanal . La estación, en realidad, está preservada por el Patrimonio Histórico y en su edificio funcionan hoy (11/2004) la Secretaria de Turismo y Medio Ambiente, la Casa del Artesano y el Museo Ferroviario
Tramo del Diario del Estado de São Paulo del 10 de octubre de 2004